# Chuyện ngày xưa ở... Hollywood
Chuyện ngày xưa ở... Hollywood (tựa gốc tiếng Anh: Once Upon a Time in Hollywood) là phim điện ảnh tội phạm hài kịch châm biếm của Mỹ. Phim do Quentin Tarantino làm đạo diễn, sản xuất kiêm chắp bút phần kịch bản, với sự tham gia diễn xuất của Leonardo DiCaprio, Brad Pitt và Margot Robbie. Với bối cảnh tại Los Angeles, phim kể câu chuyện của diễn viên truyền hình Rick Dalton và người đóng thế của anh là Cliff Booth khi họ chật vật với những đổi thay của ngành điện ảnh.
Công bố vào tháng 7 năm 2017, đây là phim đầu tiên của Tarantino không có hợp tác với Harvey Weinstein, sau khi Tarantino cắt quan hệ với The Weinstein Company sau bê bối tình dục của Harvey Weinstein. Sony Pictures giành quyền phát hành phim sau khi đạt được nhiều yêu cầu khắt khe từ Tarantino trong khâu biên tập. Pitt, DiCaprio, Robbie, Tim Roth, Kurt Russell và Michael Madsen tham gia trong giai đoạn nửa đầu năm 2018. Quá trình quay phim kéo dài từ tháng 6 đến tháng 11 năm 2018 tại Los Angeles. Đây là phim sau cùng có mặt Luke Perry, người vừa qua đời vào tháng 3 năm 2019.
Phim công chiếu tại Mỹ ngày 26 tháng 7 năm 2019 và ngày 9 tháng 8 năm 2019 tại Việt Nam.

## Nội dung
Vào tháng 2 năm 1969, nam diễn viên kỳ cựu Hollywood Rick Dalton (DiCaprio), ngôi sao của loạt phim truyền hình thập niên 1950 Bounty Law, lo lắng rằng sự nghiệp của mình đang dần xuống dốc. Nhà sản xuất Marvin Schwarz (Pacino) khuyên anh nên tham gia một số phim cao bồi Ý, nhưng Dalton cho rằng điều đó không xứng đáng với mình. Bạn thân nhất và cũng là diễn viên đóng thế của Dalton, Cliff Booth (Pitt), là người đảm nhận nhiệm vụ chở Dalton đi vòng quanh Los Angeles, vì Dalton đã bị tước mất bằng lái xe. Booth đang gặp khó khăn trong việc tìm kiếm công việc ở Hollywood vì có tin đồn cho rằng anh đã giết vợ mình. Nữ diễn viên Sharon Tate (Robbie) cùng chồng cô, đạo diễn Roman Polanski (Zawierucha), chuyển đến ở kế bên nhà của Dalton, và anh mong muốn được kết bạn với họ để vực dậy sự nghiệp của mình. Tối hôm đó, Tate và Polanski tham dự một bữa tiệc toàn những người nổi tiếng tại Playboy Mansion.
Ngày hôm sau, khi đang sửa chữa ăng-ten TV cho Dalton, Booth chợt nhớ lại vụ ẩu đả với Lý Tiểu Long trên trường quay The Green Hornet dẫn đến việc anh bị sa thải. Trong khi đó, Charles Manson (Herriman) thì đi đến dinh thự Polanski để tìm nhà sản xuất âm nhạc từng sống ở đó là Terry Melcher, nhưng bị Jay Sebring (Hirsch) từ chối. Còn Sharon Tate thì đi đến một rạp chiếu phim để xem một tác phẩm có sự góp mặt của cô, The Wrecking Crew.
Dalton được chọn vào vai phản diện của bộ phim truyền hình Lancer và trò chuyện với bạn diễn tám tuổi của anh, Trudi Fraser. Dalton tự hứa rằng sẽ ghi nhớ lời thoại sau khi anh quên vài câu trong lúc quay phim. Trong lần ghi hình tiếp theo, Dalton gây ấn tượng với Fraser và đạo diễn Sam Wanamaker nhờ khả năng diễn xuất cũng mình, đồng thời giúp anh lấy lại tự tin.
Trong một lần nọ, Booth chở một người phụ nữ tên là Pussycat đến Trang trại Spahn, nơi mà Booth từng làm việc trong bộ phim Bounty Law. Anh để ý đến những người hippie sống ở đó (Gia đình Manson). Nghi ngờ họ có thể lợi dụng chủ trang trại, George Spahn (Dern), nên Booth khăng khăng đòi thăm ông ta bất chấp sự phản đối của "Squeaky" Fromme (Fanning). Nhưng cuối cùng, Booth cũng có thể nói chuyện với Spahn, nhưng Spahn lại không nhận ra anh. Khi rời đi, Booth phát hiện ra rằng Steve "Clem" Grogan đã đâm thủng lốp xe; sau đó Booth đánh hắn và buộc hắn ta phải thay lốp xe. Tex Watson cưỡi ngựa đến để giải quyết vấn đề nhưng Booth đã rời đi trước khi hắn đến.
Sau khi xem vai diễn của Dalton trong một tập của FBI, Schwarz đã tuyển anh đóng chính trong một bộ phim cao bồi Sergio Corbucci mang tên Nebraska Jim. Dalton đưa Booth đi theo và ở Ý 6 tháng, trong thời gian đó anh cũng đóng thêm ba bộ phim nữa, cũng như kết hôn với ngôi sao người Ý Francesca Capucci. Do đã có một người vợ mới, nên Dalton nói với Booth rằng anh không còn đủ khả năng để chi trả cho Booth.
Vào tối ngày 8 tháng 8 năm 1969, ngày đầu tiên mà hai người quay lại Los Angeles, Dalton và Booth đi uống với nhau để kỷ niệm quãng thời gian mà họ cùng nhau làm việc, rồi sau đó trở về nhà của Dalton. Còn Tate và Sebring thì đi ăn tối với bạn bè và quay trở lại nhà của Tate. Sau đó, Booth hút một điếu thuốc gây ảo giác và đưa Brandy đi dạo trong khi Dalton chuẩn bị đồ uống. Những thành viên của gia đình Manson, Tex, Sadie, Flowerchild và Katie đậu xe ở bên ngoài và chuẩn bị giết tất cả mọi người trong nhà của Tate. Dalton nghe thấy chiếc xe, mắng chúng và đuổi chúng đi chỗ khác. Các thành viên của gia đình Manson thay đổi kế hoạch và đổi mục tiêu sang Dalton sau khi Sadie nói rằng Hollywood đã "dạy họ cách giết người". Sau đó, Flowerchild lái xe bỏ đi. Cả nhóm đột nhập vào nhà của Dalton rồi chạm trán với Capucci và Booth, và nhận ra rằng anh chính là người đã đến Trang trại Spahn. Booth và Brandy tấn công và giết chết Katie, Tex và làm Sadie bị thương, nhưng Booth bị đâm vào đùi và bất tỉnh. Sadie ngã ra ngoài sân, nơi Dalton đang nghe nhạc và thư giãn. Dalton lấy khẩu súng phun lửa mà trước đây anh từng sử dụng trong một bộ phim và thiêu chết Sadie. Sau khi Booth được đưa đến bệnh viện để điều trị, Dalton nói chuyện với Sebring và anh được Tate mời đi uống với Tate cùng bạn bè tại nhà cô, và Dalton chấp nhận lời mời.

## Diễn viên
- Leonardo DiCaprio vai Rick Dalton
- Brad Pitt vai Cliff Booth
- Margot Robbie vai Sharon Tate[6]
- Al Pacino vai Marvin Schwarzs
- Damian Lewis vai Steve McQueen
- Bruce Dern vai George Spahn
- Emile Hirsch vai Jay Sebring
- Scoot McNairy vai Business Bob Gilbert
- Luke Perry vai Wayne Maunder
- Damon Herriman vai Charles Manson
- Austin Butler vai Charles "Tex" Watson:
- Lena Dunham vai Catherine Share
- Nicholas Hammond vai Sam Wanamaker
- Spencer Garrett vai Allen Kincade
- Mike Moh vai Lý Tiểu Long
- Timothy Olyphant vai James Stacy
- Maurice Compte vai Land Pirate Mao
- Lew Temple vai Land Pirate Lew
- Lorenza Izzo vai Francesca Cappucci
- Rafał Zawierucha vai Roman Polanski
- Costa Ronin vai Wojciech Frykowski
- Samantha Robinson vai Abigail Folger
- Rumer Willis vai Joanna Pettet
- Dreama Walker vai Connie Stevens
- Margaret Qualley vai Mèo Kitty
- Victoria Pedretti vai Lulu
- Madisen Beaty vai Katie
- Maya Hawke vai Bé Bông
- Clifton Collins Jr. vai Ernesto "The Mexican" Vaquero
- Zoë Bell vai vợ của biên đạo võ thuật[7]
- Keith Jefferson as Land Pirate Keith
- Eddie Perez as Land Pirate Eddie

Tim Roth, Kurt Russell, Michael Madsen, James Marsden, Michael Vincent McHugh, Julia Butters, James Remar, Martin Kove, Brenda Vaccaro, Nichole Galicia, Craig Stark, Marco Rodríguez, Ramón Franco, Nas Mehdi, Raul Cardona, Danny Strong, Sydney Sweeney, Clu Gulager, Mikey Madison, Inbal Arimav, Natalie Cohen, Rachel Redleaf, Kansas Bowling, Parker Love Bowling, Daniella Pick, Lisa Dee, Robert Broski, James T. Schlegel, Brian Patrick Butler, Tom Hartig, Chad Ridgely, Rebecca Rittenhouse, và Harley Quinn Smith đều tham gia với các vai chưa công bố.

## Sản xuất
Ngày 11 tháng 7 năm 2017, Quentin Tarantino công bố một kịch bản phim về vụ giết người nhà Manson mà ông muốn đạo diễn. Harvey và Bob Weinstein sẽ tham gia nhưng chưa biết nếu studio của họ, The Weinstein Company, sẽ phát hành hay không do Tarantino tuyển vai trước khi giao dự án cho các studio. Brad Pitt và Jennifer Lawrence được cho là đã được Tarantino liên hệ. Cùng ngày, Margot Robbie, trong một thông tin khác, được cho là đang đàm phán để vào vai Sharon Tate, Samuel L. Jackson cũng đang được mời đóng chính, và Pitt vào vai một thám tử điều tra vụ án.
Sau bê bối tình dục của Harvey Weinstein, Tarantino nghỉ chơi với nhà Weinstein sau cả một sự nghiệp gắn bó. Lúc này, Leonardo DiCaprio được cho là đang trong tầm ngắm của đạo diễn. Một thời gian ngắn sau, có tin Tom Cruise cũng đang được mời vào một vài vai chính, và David Heymansẽ sản xuất cùng Tarantino và Shannon McIntosh. Ngày 11 tháng 11 năm 2017, Sony Pictures chiến thắng Warner Bros., Universal Pictures, Paramount Pictures, Annapurna Pictures và Lionsgate, giành quyền phát hành phim sau khi chiều chuộng các yêu cầu khó tính của Tarantino bao gồm: 95 triệu đô la Mỹ kinh phí, quyền quyết định bản cắt cuối cùng, toàn quyền quản lý sáng tạo và 25% doanh thu mở màn. Ông cũng yêu cầu bản quyền phim phải quay về với ông sau một hoặc hai thập kỷ." Phỏng vấn cùng The Hollywood Reporter, Margot Robbie, khi được hỏi về việc tham gia, cô nhấn mạnh: "Chưa có gì chính thức.... nhưng để làm việc với anh ấy tôi bất chấp mọi giá."
Tháng 1 năm 2018, DiCaprio ký hợp đồng, chấp nhận lương thấp để được làm việc với Tarantino lần nữa. Al Pacino cũng đang được mời. Ngày 28 tháng 2 năm 2018, phim chính thức mang tên Once Upon a Time in Hollywood, với Pitt đánh bại Cruise và nhận vai. Tháng 3 năm 2018, Robbie nhận vai Sharon Tate. Tháng 5 năm 2018, Burt Reynolds, Tim Roth, Kurt Russell,Timothy Olyphant và Michael Madsen tham gia phim. Tháng sáu năm 2018 Damian Lewis, Luke Perry, Emile Hirsch, Dakota Fanning, Clifton Collins Jr., Keith Jefferson, Nicholas Hammond, Pacino, và Scoot McNairy tham gia.
Giai đoạn quay phim bắt đầu ngày 18 tháng 6 năm 2018, tại Los Angeles, California, và đóng máy ngày 1 tháng 11 năm 2018. Burt Reynolds mất vào tháng 9 năm 2018 khi chưa kịp quay bất cứ phân cảnh nào; Bruce Dern nhận vai George Spahn thay thế.

## Phát hành
Once Upon a Time in Hollywood sẽ phát hành ngày 26 tháng 7 năm 2019 bởi Sony Pictures Releasing. Ban đầu, ngày phát hành đượn chọn vào ngày 9 tháng 8 để trùng hợp với kỷ niệm 50 năm Vụ thảm sát Tate–LaBianca.
Một bản teaser được phát hành vào ngày 20 tháng 3 năm 2019, với các ca khúc của The Mamas & the Papas ("Straight Shooter") và Los Bravos ("Bring a Little Lovin'").